# فرانچسکو لودی
فرانچسکو لودی (انگلیسی: Francesco Lodi؛ زادهٔ ۲۳ مارس ۱۹۸۴) بازیکن فوتبال اهل ایتالیا است.
از باشگاه‌هایی که در آن بازی کرده‌است می‌توان به باشگاه فوتبال آسکولی، باشگاه فوتبال پارما، باشگاه فوتبال فروزینونه، باشگاه فوتبال اودینزه، باشگاه فوتبال کاتانیا، باشگاه فوتبال امپولی، باشگاه فوتبال جنوآ، و باشگاه فوتبال ویچنزا اشاره کرد.
وی همچنین در تیم‌های ملی فوتبال زیر ۱۶ سال ایتالیا، زیر ۱۷ سال ایتالیا، زیر ۱۸ سال ایتالیا، زیر ۱۹ سال ایتالیا، و زیر ۲۱ سال ایتالیا بازی کرده‌است.